# 인다족

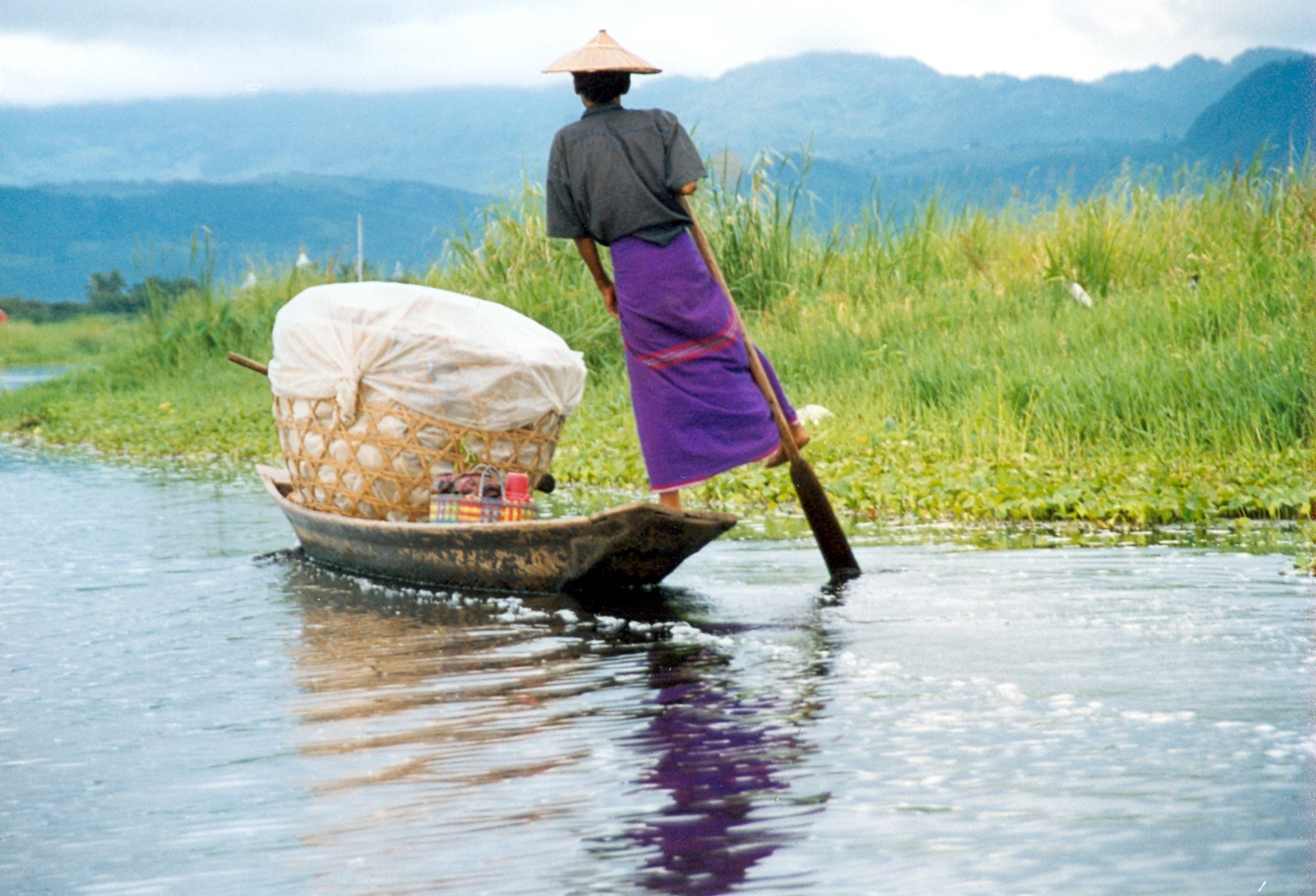
인따족

인따족(အင်းသားလူမျိုး)은 미얀마의 민족이다. 주로 인레 호수의 수상 마을에서 산다. 사람들은 주로 호수에서 물고기를 잡거나 수경 재배로 야채나 방울토마토를 생산한다. 호수에서 자라는 갈대를 이용하여 밭을 만들고 그 위에 흙을 덮은 후 대나무의 부력을 이용해 호수 위에 띄워서 수경 재배 하는 방법을 사용한다. 농약이나 비료는 사용하지 않고 호수에서 자라는 수초를 잘라서 비료 대용으로 사용한다.